# Korbetha
Korbetha is een plaats en voormalige gemeente in de Duitse deelstaat Saksen-Anhalt, en maakt deel uit van de Landkreis Saalekreis.
Korbetha telt 250 inwoners.